# Guy N. Smith
Guy Newman Smith (ur. 21 listopada 1939 w Hopwas, Anglia; zm. 24 grudnia 2020) – brytyjski pisarz, autor horrorów.

## Życiorys
Jego matka była autorką powieści historycznych, co niewątpliwie miało wpływ na zainteresowania pisarskie syna. Ojciec był menadżerem banku. Jako dziewięcioletnie dziecko „wydawał” raz w tygodniu komiks – sześć stron obrazków i historyjek. Pierwsze opowiadanie opublikował w lokalnej gazecie Tettenhal Observer, z którą współpracował przez dłuższy czas. Potem przeprowadził się do Birmingham. W 1972 otworzył antykwariat, gdzie sprzedawał książki z drugiej ręki. Ulubionym gatunkiem pisarza był horror, dlatego nawiązał kontakt z czasopismem London Mystery Magazine, w którym w latach 1972–1982 opublikował 17 opowiadań. W tym czasie wydał książkę Noc krabów, która odniosła natychmiastowy sukces. Zachęcony powodzeniem stworzył ponad osiemdziesiąt powieści. Od 1999 prowadził z żoną Jean wydawnictwo. Pisał też powieści kryminalne pod pseudonimem Gavin Newman, a także opowiadania dla dzieci pisane jako Johnatan Guy.

## Publikacje

### Horrory
- 1974 – Werewolf by Moonlight (pierwsza część cyklu Werewolf)
- 1975 – Trzęsawisko (The Sucking Pit) (pierwsza część cyklu Trzęsawisko)
- 1976 – Bestia (The Slime Beast)
- 1976 – Cannibals
- 1976 – The Ghoul (książkowa wersja filmu)
- 1976 – Noc krabów (Night of the Crabs) (pierwsza część cyklu Kraby)
- 1977 – Return of the Werewolf (druga część cyklu Werewolf)
- 1978 – The Son of the Werewolf (trzecia część cyklu Werewolf)
- 1978 – Bats Out of Hell
- 1978 – Kleszcze śmierci (Killer Crabs) (druga część cyklu Kraby)
- 1979 – Powrót krabów (The Origin of the Crabs) (trzecia część cyklu Kraby)
- 1979 – Locusts
- 1980 – Caracal
- 1980 – Dzwon Śmierci (Deathbell) (pierwsza część cyklu Dzwon Śmierci)
- 1980 – Pragnienie I: Symptom (Thirst) (pierwsza część cyklu Pragnienie)
- 1980 – Szatański pierwiosnek (Satan's Snowdrop)
- 1981 – Odwet (Crabs on the Rampage) (czwarta część cyklu Kraby)
- 1981 – Śmiertelny lot (Doomflight)
- 1981 – Lalka Manitou (Manitou Doll)
- 1981 – Warhead
- 1981 – Wolfcurse
- 1982 – Entombed
- 1982 – Przyczajeni (The Lurkers)
- 1982 – The Pluto Pact
- 1982 – Sabat 1: Cmentarne hieny (Sabat 1: The Graveyard Vultures) (pierwsza część cyklu Sabat)
- 1982 – Sabat 2: Krwawa bogini (Sabat 2: The Blood Merchants) (druga część cyklu Sabat)
- 1982 – Sabat 3: Kult kanibali (Sabat 3: Cannibal Cult) (trzecia część cyklu Sabat)
- 1982 – Sabat 4: Łącznik druidów (Sabat 4: The Druid Connection) (czwarta część cyklu Sabat)
- 1983 – Przeklęci (Accursed)
- 1983 – The Undead
- 1984 – Trzęsawisko 2: Wędrująca śmierć (The Walking Dead) (druga część cyklu Trzęsawisko)
- 1984 – Zew krabów (Crabs' Moon) (piąta część cyklu Kraby)
- 1985 – Las (The Wood)
- 1985 – Throwback
- 1986 – Odraza (Abomination)
- 1986 – Neofita (The Neophyte)
- 1986 – Węże (Snakes)
- 1987 – Pragnienie II: Plaga (Thirst II: The Plague) (druga część cyklu Pragnienie)
- 1987 – Kajmany (Alligators)
- 1987 – Bloodshow
- 1988 – Poświęcenie (Crabs: The Human Sacrifice) (szósta część cyklu Kraby)
- 1988 – Dzwon Śmierci 2: Demony (Demons) (druga część cyklu Dzwon Śmierci)
- 1988 – Szatan (Fiend)
- 1988 – Wyspa (The Island)
- 1988 – Pan Ciemności (The Master)
- 1989 – Obóz (The Camp)
- 1989 – Mania (Mania)
- 1989 – The Festering
- 1990 – Fobia (Phobia)
- 1990 – Niewidzialny (The Unseen)
- 1990 – Carnivore
- 1990 – Dead End
- 1991 – Czarna Fedora (The Black Fedora)
- 1991 – The Resurrected
- 1993 – Wampiry z Knighton (The Knighton Vampires)
- 1993 – Alfabet Szatana (Witch Spell)
- 1993 – The Plague Chronicles
- 1995 – The Dark One
- 1997 – Water Rites
- 1998 – The Busker
- 2003 – Deadbeat
- 2006 – Blackout
- 2007 – The Cadaver
- 2009 – Maneater
- 2010 – Nightspawn
- 2011 – The Eighth Day

### Thrillery
- 1977 – The Truckers 1: The Black Knights (pierwsza część cyklu The Truckers)
- 1977 – The Truckers 2: Hi-Jack! (druga część cyklu The Truckers)
- 1983 – Blood Circuit
- 1994 – The Hangman (jako Gavin Newman)

### Powieści dla dzieci
- 1975 – Sleeping Beauty (książkowa wersja filmu)
- 1975 – Snow White and the Seven Dwarfs (książkowa wersja filmu)
- 1975 – Song of the South (książkowa wersja filmu)
- 1975 – The Legend of Sleepy Hollow (książkowa wersja filmu)
- 1993 – Badger Island (jako Jonathan Guy)
- 1994 – Rak: The Story of an Urban Fox (jako Jonathan Guy)
- 1995 – Pyne (jako Jonathan Guy)
- 1996 – Hawkwood (jako Jonathan Guy)
- 1998 – Cornharrow: A Tale of Two Donkeys (jako Jonathan Guy)

### Powieści historyczne
- 1999 – An Unholy Way to Die (jako Gavin Newman)

### Powieści westernowe
- 1997 – The Pony Riders

### Powieści wojenne
- 1977 – Bamboo Guerillas

### Powieści soft porno
- 1976 – Sexy Confessions of a Bank Clerk (jako Peter Lynch)
- 1976 – Sexy Confessions of a Window Cleaner (jako Adrian Wood)
- 1976 – Sexy Confessions of a Pop Performer (jako Alan Myatt)
- 1976 – Sexy Confessions of a Secretary (jako Patricia Mathews)
- 1976 – Sexy Confessions of a Games Mistress (jako Joan Hudson)
- 1976 – Sexy Confessions of a Relief Nurse (jako Wendy Davis)
- 1976 – Sexy Secrets of Swinging Wives Part 1: The Partner Swappers (anonimowo)

### Różne poradniki
- 1976 – Gamekeeping and Shooting for Amateurs
- 1977 – Tobacco Culture: A D.I.Y. Guide
- 1978 – Ferreting and Trapping for Amateur Gamekeepers
- 1978 – Hill Shooting and Upland Gamekeeping
- 1979 – Profitable Fishkeeping
- 1979 – Ratting and Rabbiting for Amateur Gamekeepers
- 1979 – Sporting and Working Dogs
- 1980 – Animals of the Countryside
- 1980 – Moles and Their Control
- 1986 – The Rough Shooter's Handbook
- 1988 – Practical Country Living
- 1996 – Writing Horror Fiction
- 2000 – Hunting Big Cats in Britain

### Opowiadania
- 1986 – Hollow Eyes
- 1987 – The Doll
- 1988 – Vampire Village
- 1989 – Come on in and Join Us
- 1989 – Crustacean Revenge
- 1990 – The Baby
- 1990 – The Decoy
- 1992 – Return to Innsmouth
- 1994 – Last Train
- 1997 – Larry's Guest
- 1997 – The Mist People